# Myronides magnificus
Myronides magnificus är en insektsart som beskrevs av Brunner von Wattenwyl 1907. Myronides magnificus ingår i släktet Myronides och familjen Phasmatidae. Inga underarter finns listade i Catalogue of Life.